# Jan Ctibor Kotva z Freifelsu
Jan Ctibor Kotva z Freifelsu (mezi r. 1585–1587 – 29. září 1637) byl 51. proboštem litoměřické kapituly v letech 1629–1637.

## Původ a studia
Jan Ctibor (Tiburtius) Kotva z Freifelsu vystřídal ve funkci litoměřického probošta Jana Sixta z Lerchenfelsu. Jeho rod je doložen v Litoměřicích roku 1500. Jan Kotva, který byl z litoměřické větve rodu, zastupoval město Litoměřice na zemském sněmu v Praze a roku 1555 byl zvolen litoměřickým primátorem. Z Litoměřic se jedna větev rodiny Kotvů přistěhovala do Plzně, kde se otec Jana Ctibora, Job, stal významným členem městské rady, kterou také zastupoval na zemském sněmu v Praze. Za moru roku 1599 se z Prahy do Plzně uchýlil se svým dvorem Rudolf II., který byl také častým hostem rodiny Kotvů. Císař rodu projevil přízeň tím, že Job Kotva byl spolu se svým příbuzným Zikmundem Celestinem Nebeským z Rokycan obdařen 28. prosince 1599 erbem a dostal přídomek „z Freifelsu“.
Česká rodina Kotvů byla hluboce oddána katolické církvi. Proto také první syn Joba Kotvy Jan studoval v jezuitském konviktu u sv. Bartoloměje v Praze, stal se duchovním a dosáhl titulu doktor bohosloví. V roce 1609 pokračoval ve studiu teologie ve Štýrském Hradci, kde se stal i členem Mariánské sodality (bratrstva), kterou vedl tehdejší profesor jezuita. Belgičan P. Vilém Lamormains (1570–1648), jenž dosáhl v jezuitském řádu velkých úspěch a jako schopný pedagog byl posílán do jezuitských kolejí v Trevíru, Praze, Vídni, Žilině, Římě a Štýrském Hradci. Lamormains mocně zasahoval i do osudů českých zemí. Stal se dokonce zpovědníkem císaře Ferdinanda II. (1624–1637).
Důsledná rekatolizační činnost Kotvy byla brzy všeobecně uznávána. Za zásluhy byl jmenován kanovníkem v Brně. Dne 6. května 1617 se stal čestným kanovníkem a 5. března 1618 rezidenčním kanovníkem svatovítským. Papež Pavel V. (1605–1621) ho jmenoval apoštolským protonotářem. Kolem roku 1617 se Kotva přestěhoval do Prahy, ale i pak podnikal misijní cesty po Slánsku.
Podobně jako jeho přítel Daniel Uher byl Kotva v úzkém vztahu s Jaroslavem Bořitou z Martinic a stejně jako Uher se stal na žádost Martinice farářem ve Smečně, kde měl Martinic své trvalé rodové sídlo. Tato farnost byla povýšena na děkanství. Pak odešel do Štýrského Hradce, kde studoval s dalšími osobnostmi, například Jiřím (Georgius) Ferusem, A. Chanovským nebo Martinem Burnatiem. Kotva dosáhl doktorátu teologie a po návratu do Čech roku 1615 byl děkanem ve Smečně, kde pokračoval usilovně v rekatolizaci.

## Protiutrakvistické aktivity
P. Kotva byl za své rekatolizační úspěchy jmenován roku 1617 kanovníkem Pražského hradu. Když byl při vypuknutí stavovského povstání v Praze 23. května 1618 vyhozen spolu s dalším místodržícím Vilémem Slavatou z okna Pražského hradu Jaroslav Bořita z Martinic (1582–1649), byl P. Kotva údajně prvním, kdo mu přišel na pomoc a umožnil mu útěk z Prahy zapůjčením svého kočáru. Ani za stavovského povstání nepřerušil Kotva svou činnost, i když arcibiskup Lohelius s celou kapitulou uprchli z Prahy. Kotva i v této době pokračoval v ostrých kázáních proti nekatolíkům, a když 25. července 1620 sloužil bohoslužbu u sv. Jakuba v Praze, nekatolíci se rozhořčili nad obsahem kázání. Krátce po mši byl Kotva proto zatčen a vězněn 15 týdnů ve staroměstském městském vězení. Propuštěn byl až po bitvě na Bílé hoře, kdy se mohl vrátit do svého zpustošeného bytu na Hradčanech. Katolická strana měla v Praze opět vedoucí roli a P. Kotva byl jmenován farářem týnského kostela v Praze. Hned po svém nástupu začal odstraňovat vše, co připomínalo nekatolíky. Dne 17. ledna 1623 odstranil v noci Kotva s Jiřím Ferem ze štítu týnského kostela velký zlacený kalich z roku 1461 se sochou krále Jiřího z Poděbrad s mečem a nápisem „Veritas Dei vincit“,  dále zde přikázal zničit hrob Jana Rokycany a obrazy, mezi nimiž byl i portrét biskupa Jana Augusty. Rozbil hroby i v chrámu sv. Víta a těla zemřelých vyházel ven. Poté se aktivně podílel na rekonstrukci poničeného interiéru katedrály sv. Víta v Praze, takže již 28. února 1621 mohla být katedrála opět vysvěcena. V obrazoborectví patřil Jan Ctibor Kotva mezi nejhorlivější reformační komisaře.
V srpnu 1623 zahájil rekatolizaci na panství Albrechta z Valdštejna na Frýdlantu, kde byli vyhoštěni protestantští pastoři a nahrazeni katolickými kněžími. Roku 1624 byl poslán do Rakovníka a na panství Křivoklát, kde pracoval čtyři roky. Pražský arcibiskup mu pak svěřil Slánsko a Kotva působil i v poděbradském a vltavském regionu. Za svou činnost byl roku 1626 jmenován proboštem staroboleslavským; tam působil tři roky. Na podzim roku 1629 byl jmenován litoměřickým proboštem a 18. listopadu 1629 byl instalován. V Litoměřicích se informoval o průběhu bezohledné rekatolizace, kdy v letech 1621–1628 bylo z 385 měšťanů 316, většinou s rodinami, vypověděno. Ti, kteří se vrátili zpět do katolické církve, byli katolíky, ale jen navenek, bez vnitřního přesvědčení. Kotva se při svých kázáních snažil lid přesvědčit a podařilo se mu brzy nalézt schopné spolupracovníky. Jen na pouhé dva roky měly severozápadní Čechy i Litoměřice relativnější vnější klid a nedošlo k žádnému vážnějšímu vojenskému střetnutí. Je třeba na tomto místě uvést, že se ani císařská vojska příliš nelišila od vojenských jednotek saských a švédských.

## Spolupráce s Albrechtem z Valdštejna
Albrecht z Valdštejna, který získal řadu větších i menších panství a statků, se rozhodl založit a podporovat v Jičíně sídlo nového biskupství. V úvahu přicházel Jan Kotva určený ale již jako první biskup litoměřický. Kotva ještě jako kanovník pražský vyslechl žádost Valdštejna, aby se na jeho panství, zvláště na Frýdlant a v Liberci, ujal rekatolizace. Valdštejn plánoval pro Jičín roku 1623 založení jezuitské koleje a přál si za rektora jezuitské koleje P. Valentina Koroniuse. Pražský arcibiskup proto vyslal kanovníka Jana Kotvu, aby prozkoumal v letech 1623–1624 podmínky vzniku diecéze jičínské. Kotva měl být jmenován jako první biskup jičínský. Kotva zaslal kardinálu Harrachovi podrobnou zprávu o situaci na Jičínsku, o vstřícnosti Valdštejna, týkající se ekonomického zajištění připravovaného biskupství. Valdštejn rozhodl, že zázemím biskupství bude panství Veliš v hodnotě cca 200 000 kop v bezprostřední blízkosti Jičína. Byl tam zámek, řada dvorů a vinic a více než třicet obcí. Biskupovi budou patřit všechny příjmy z panství. Biskupství mělo mít vedle biskupa i děkana a měly být zřízeny dva dómské kanonikáty a přijati dva vikaristé. I když Valdštejn plně podporoval katolictví, nebyl vysloveným odpůrcem protestantů. Byly vypracovány plány stavby jezuitské koleje, semináře, gymnázia a kostela sv. Ignáce. Roku 1623 jezuité přišli natrvalo do Jičína. Roku 1628 byly dokončeny všechny stavební plány a roku 1632 byly stavby dokončeny, ale mezitím byl 25. února 1634 v Chebu Albrecht z Valdštejna zavražděn. V posledním čtvrtletí 18. století vyhořel však seminář podruhé a ostatní jezuitům určené budovy byly rozděleny mezi různé instituce.
Po průzkumu regionu navrhl roku 1624 kanovník Kotva po poradách s Karlem Harrachem a Valdštejnem text zakládací listiny biskupství v Jičíně. V čele jičínského biskupství stál biskup a biskupskou kurii měl vést dómský děkan, dále byl ustanoven arcijáhen, scholastikus a deset sídelních kanovníků. Finančně biskupství zajišťovalo valdštejnské panství. Návrh biskupství zaslal kardinál Harrach do Říma a čekalo se na brzkou a kladnou odpověď.
Valdštejn založil tyto kláštery: kartuziánský ve Valdicích (1617), augustiniánský v České Lípě (1627), dominikánský klášter a seminář pro studenty v Jičíně. Realizace těchto klášterů si vyžádala mnoho práce i financí. Mezitím musel Valdštejn opět převzít vedení habsburské armády a postupně se přestal starat i o špatně vedenou rekatolizaci. Vražda Valdštejna v Chebu ukončila definitivně pokus a snahy o zřízení biskupství v Jičíně, zatímco Litoměřice definitivně dokončily přípravy na diecézní činnost. Roku 1655 biskupství litoměřické zahájilo svou činnost.
Probošt Kotva získal postupně řadu církevních i státních hodností. Postupně byl jmenován apoštolským administrátorem, císařským radou a kanovníkem vyšehradským, olomouckým, brněnským a budyšínským. Proboštem se nejdříve stal ve Staré Boleslavi a roku 1629 v Litoměřicích.

## Poslední věci
V Praze měl na Novém Městě vlastní dům „U tří červených zvonů“ a účastnil se jednání zemského sněmu. Roku 1637 těžce onemocněl a přes snahy vynikajících pražských lékařů, především známého Jana Marka Marci, se nemoc v září prudce zhoršila. Probošt Kotva požádal, aby dva řeholníci servité z kláštera sv. Michala v Praze sepsali závěť, kterou jim probošt diktoval. Právně závěť upravil apelační rada JUDr. Pavel Wenzelius z Bochova. Probošt určil, aby univerzálním dědicem byl jeho bratr Ondřej, též apelační rada (kolega Pavla Wenzelia z Bochova). Kotva zemřel 29. září 1637 asi jako padesátiletý. Na jeho přání byly jeho tělesné pozůstatky pohřbeny v servitském klášteře v kostele sv. Michala v Praze.